# Rising (Jasmine-Myra-Album)
Rising ist das zweite Musikalbum von Jasmine Myra. Die um 2023 entstandenen Aufnahmen erschienen am 3. Mai 2024 auf Gondwana Records.

## Hintergrund
Die in den Midlands von England lebende Altsaxophonistin, Flötistin und Komponistin Jasmine Myra arbeitet größtenteils im Umfeld des Autors, Trompeters und Produzenten Matthew Halsall, der 2008 das in Manchester ansässige Label Gondwana gründete. Rising wurde in nahezu derselben Besetzung aufgenommen wie Myras Debütalbum Horizons (2022) und erneut unter Halsalls Produktion. Die einzige wesentliche Änderung in der Besetzung betrifft die zweite Holzbläserin auf Horizons; die Sopransaxophonistin Anna Chandler wurde auf Rising durch den Bassklarinettisten Arran Kent ersetzt (bei einem Titel durch Joel Stedman). Auch im Personal des Streichquartetts, das auf vier der sechs Stücke zu hören ist, gibt es Veränderungen, aber die Streicharrangements stammen wie zuvor von Carmel Smicckersgill. Myras Kerngruppe – Keyboarder Jasper Green, Harfenistin Alice Roberts, Gitarrist Ben Haskins, Kontrabassist Sam Quintana, Schlagzeuger George Hall und Perkussionist Greg Burns – ist unverändert.

## Titelliste
- Jasmine Myra: Rising (Gondwana Records GONDLP070)[2]

1. Rising 7:11
2. Still Waters 6:07
3. Knowingness 8:11
4. Glimmers 8:17
5. From Embers 2:44
6. How Tall the Mountains 7:21

Die Kompositionen stammen von Jasmine Myra.

## Rezeption
Adam Sief, der das Album in London Jazz News vorstellte, bewertete das Repertoire von Rising als ebenso stark wie das auf dem Debütalbum: „Wie zuvor gibt es die tief melodischen Themen, die Subtilität der Arrangements, die delikaten Perkussions- und Produktionstexturen. Aber dieses Mal wirkt das Spiel noch sicherer, die Kompositionen sind noch geschickter zusammengestellt, und das Gefühl von Raum, Wärme und Natur in der Musik wird noch verstärkt.“ Alle Musiker trügen ihren Teil dazu bei, dass dies so gut funktioniere. Als schöne Soli seien vor allem Ben Haskins Gitarre auf „Glimmers“ und Jasper Greens „nördliches“ Piano im Titelstück zu erwähnen. Die Einflüsse von Jasmine Myra seien weniger sichtbar, doch ihr Spiel auf dem Altsaxophon, insbesondere das Solo im optimistischen Schlusstitel „How Tall the Mountains“, sei einfach wunderbar.
Nach Ansicht von Chris May, der das Album in All About Jazz rezensierte, profitiert Rising von Matthew Halsalls einfühlsamer und detailgetreuer Produktion. Auch wenn Rising ähnlich „glückselig“ wie das Vorgängeralbum klinge, würde es eine bedeutende und willkommene Entwicklung geben: Dieses Mal höre man mehr von Myra als Solistin, was eine entsprechende Steigerung der klanglichen Überraschung und sogar einen Hauch von Nervosität mit sich bringe.